# Cool Biz

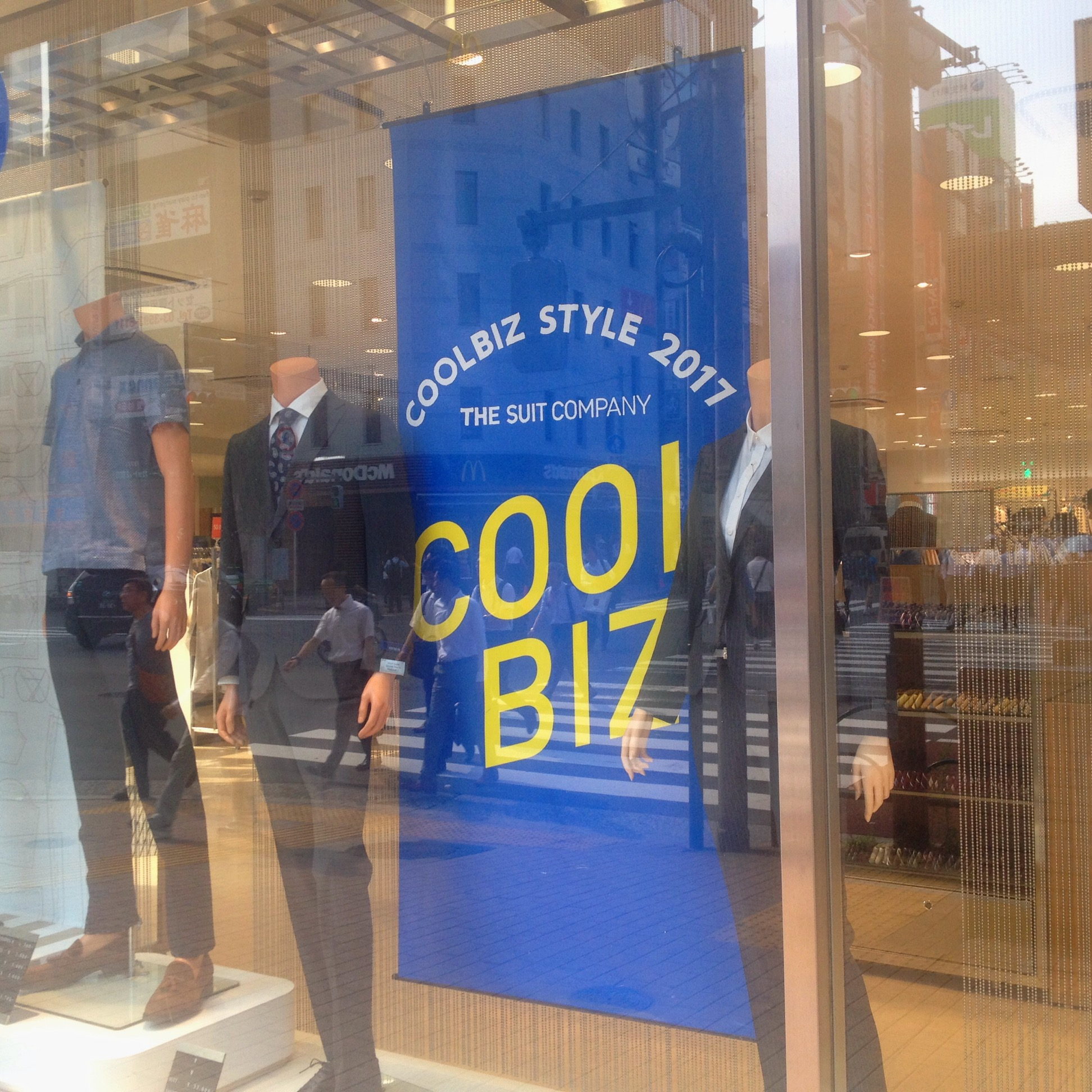
„Cool-Biz“-Vermarktung in einem Bekleidungsgeschäft in Tokio, das spezielle Anzüge aus „luftigem“ Material anbietet

Cool Biz (jap. クール・ビズ, kūru bizu) ist eine im Jahr 2005 gestartete Kampagne des japanischen Umweltministeriums zur Verminderung des Energieverbrauchs durch Klimaanlagen und dient somit dem Klimaschutz. Insbesondere sollen dadurch die Vereinbarungen des Kyoto-Protokolls eingehalten werden.

## Geschichte

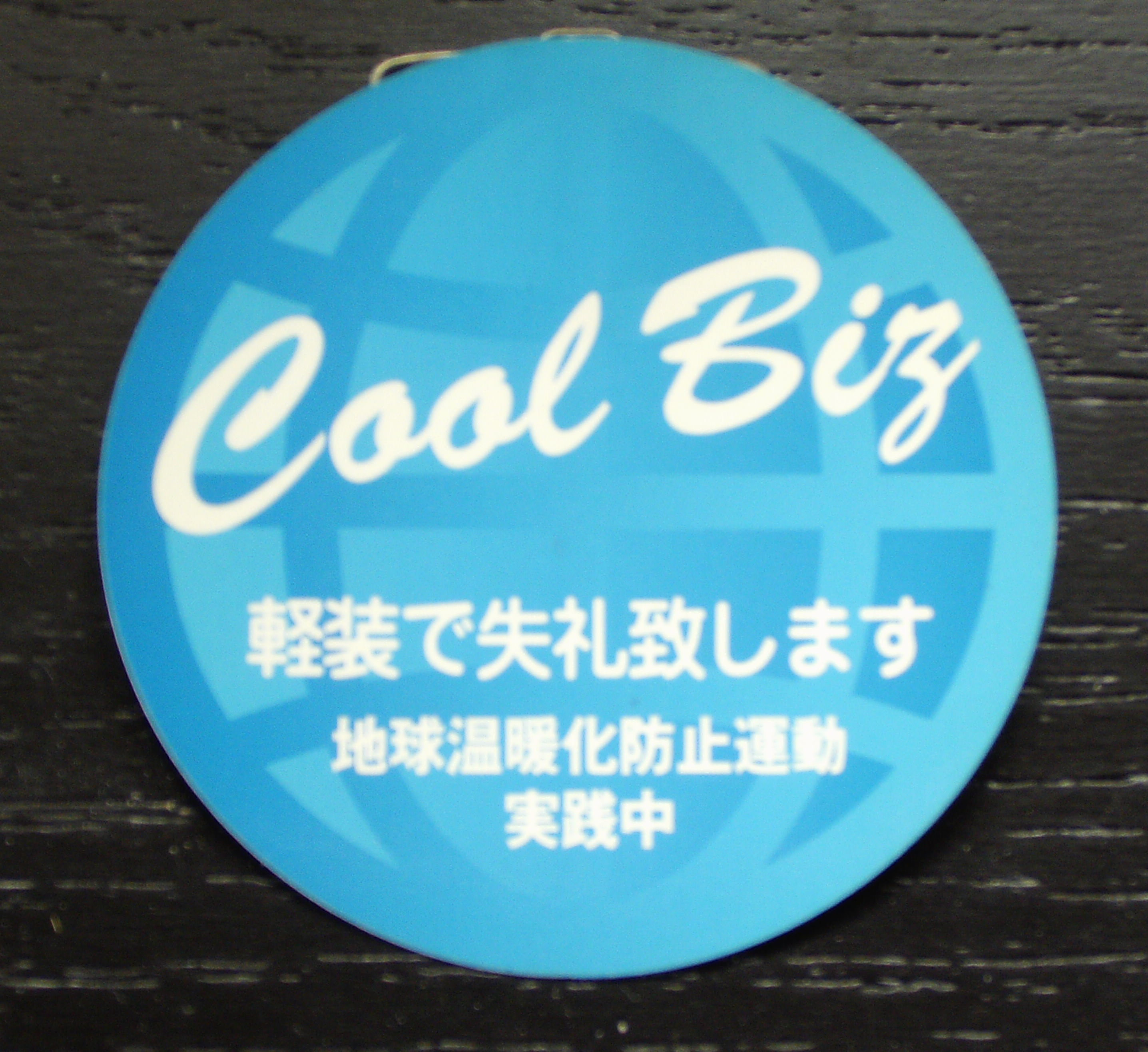
Anfangs trugen Beamte diese Ansteckplaketten, um unhöfliches Erscheinen zu vermeiden. Die Aufschrift lautet etwa „Ich bitte für meine leichte Kleidung um Entschuldigung“.

Die Kampagne wurde von der damaligen Umweltministerin Yuriko Koike 2005 vorgeschlagen und trat anschließend vom 1. Juli bis 30. September des Jahres erstmals in Kraft. Im Vorfeld dieser Aktion traten japanische Politiker, insbesondere der damalige Premierminister Jun’ichirō Koizumi, demonstrativ in legerer Kleidung auf, um mit gutem Vorbild voranzugehen. Bei der Bezeichnung „Cool Biz“ handelt es sich um einen der Namensvorschläge für die Kampagne, welche die Bevölkerung dem Umweltministerium im April 2005 zusenden konnte.
Die Akzeptanz dieser „Kleiderordnung“ war in der Bevölkerung anfangs durchmischt. Vielen kostete es an Überwindung, auf die im japanischen Geschäftsleben sonst sehr formale Kleidung zu verzichten. Da die Kampagne zunächst nur auf Regierungs-, Ministeriums- und Behördenebene vorgeschrieben war, kamen sich viele Mitarbeiter privater Unternehmen anfangs ohne Krawatte „nackt“ vor. Mehrere Großunternehmen gingen jedoch mit gutem Beispiel voran und machten den Verzicht auf die Krawatte zur Pflicht, weshalb sich dort die Regelung problemlos durchsetzen konnte und sich allmählich in der Arbeitswelt verbreitete. Während in einer Umfrage des Kabinettsbüros 2006 noch 30,7 % der Befragten angaben, die „Cool-Biz“-Regelung zu befolgen, lag der Wert 2007 bereits bei 46,6 %. 2006 wurde aufgrund des Erfolgs der Aktion die Laufzeit verlängert; sie startete bereits am 1. Juni. Diese Laufzeit galt auch im Zeitraum von 2007 bis 2011.
Nach dem Tōhoku-Erdbeben 2011 verlängerte die damalige Regierung unter Premierminister Naoto Kan die bisherige Laufzeit von Juni bis September auf den Zeitraum von Mai bis Oktober, um die durch die vorübergehende Abschaltung aller japanischen Kernkraftwerke infolge der Nuklearkatastrophe von Fukushima hervorgetretenen Engpässe in der Energieversorgung zu kompensieren. Dazu wurde die Kampagne 2012 um die Aktion „Super Cool Biz“ erweitert, die noch luftigere Kleidung vorsah und u. a. zusätzlich Polo- oder Hawaiihemden erlaubte. Seit 2013 wird „Cool Biz“ wieder von Juni bis September angewendet.

## Inhalt der Empfehlung
Die meist freiwillige Regelung sieht vor, dass in den heißen Monaten von Juni bis September Büro- und Arbeitsräume nur noch auf 28 °C statt wie vorher auf 26 °C gekühlt werden. Um die höhere Umgebungstemperatur am Arbeitsplatz auszuhalten, sollen die Mitarbeiter auf die übliche Bürokleidung (Anzug und Krawatte) verzichten und gegen luftigere Kleidung austauschen. In der Praxis sieht es so aus, dass die Mitarbeiter auf die im japanischen Geschäftsleben sonst obligatorische Krawatte verzichten und den obersten Knopf des kurzärmeligen Hemdes geöffnet tragen dürfen. Es wurde nämlich in einer Untersuchung festgestellt, dass sich die körpernahe Temperatur dadurch um ca. 2 °C verringere. Bis zum Tag vor Beginn der Regelung und sofort am Tag nach dem Ende gilt wieder formelle Kleidung.

## Warm Biz
Im Winter gilt von November bis März eine umgekehrte Empfehlung, wonach Heizungen auf nicht mehr als 20 °C eingestellt werden sollen. Dies ist durch entsprechend wärmere Kleidung zu kompensieren.

## Erfolg der Aktion
Für das Jahr 2006 schätzte die Regierung, dass durch die Aktion 1,14 Millionen Tonnen an CO2-Emissionen eingespart werden konnten. Dies entspricht der von 2,5 Millionen Haushalten durchschnittlich in einem Monat verursachten Belastung.